# わが街 セントルイス
『わが街 セントルイス』（原題: King of the Hill ）は、スティーヴン・ソダーバーグ監督による1993年のアメリカ合衆国の映画である。ソダーバーグにとっては長編映画3作目である。第46回カンヌ国際映画祭のコンペティション部門に出品され、パルム・ドールを争った。
A・E・ホッチナーの回想録『僕たちの戦争』を原作としている。

## キャスト
- ジェシー・ブラッドフォード
- ジェローン・クラッベ
- リサ・アイクホーン
- カレン・アレン
- スポルディング・グレイ（英語版）
- エリザベス・マクガヴァン
- キャメロン・ボイス
- エイドリアン・ブロディ
- ジョン・マコーネル
- アンバー・ベンソン
- クリスティン・グリフィス
- キャサリン・ハイグル
- ローリン・ヒル

## 評価
レビュー・アグリゲーターのRotten Tomatoesでは33件のレビューで支持率は91%、平均点は7.80/10となった。Metacriticでは12件のレビューを基に加重平均値が86/100となった。